# Rússia nos Jogos Olímpicos de Verão de 2004
A Rússia competiu nos Jogos Olímpicos de Verão de 2004, em Atenas, na Grécia.

## Medalhas
| Atleta            | Esporte | Evento                       | Medalha |
| ----------------- | ------- | ---------------------------- | ------- |
| Mikhail Nestruyev | Tiro    | Pistola de ar 10 m masculino | Prata   |

## Desempenho

### Atletismo
Masculino
| Atletas        | Evento     | Preliminar | Preliminar | Quartas | Quartas | Semifinal   | Semifinal   | Final       | Final       |
| Atletas        | Evento     | Marca      | Posição    | Marca   | Posição | Marca       | Posição     | Marca       | Posição     |
| -------------- | ---------- | ---------- | ---------- | ------- | ------- | ----------- | ----------- | ----------- | ----------- |
| Andrei Yepshin | 100 metros | 10s29      | 30º        | 10s29   | 29º     | Não avançou | Não avançou | Não avançou | Não avançou |

### Natação
Masculino
| Atleta(s)       | Evento       | Eliminatórias | Eliminatórias | Semifinal   | Semifinal   | Final       | Final       |
| Atleta(s)       | Evento       | Tempo         | Posição       | Tempo       | Posição     | Tempo       | Posição     |
| --------------- | ------------ | ------------- | ------------- | ----------- | ----------- | ----------- | ----------- |
| Alexander Popov | 50 m livre   | 22s58         | 18º           | Não avançou | Não avançou | Não avançou | Não avançou |
| Alexey Filipets | 1500 m livre | 15min30s05    | 19º           |             |             | Não avançou | Não avançou |
| Yuri Prilukov   | 1500 m livre | 15min01s02    | 2º Q          |             |             | 14min45s95  | 4º          |

### Tiro
Masculino
| Atleta            | Evento                | Qualificação | Qualificação | Final  | Final | Posição          |
| Atleta            | Evento                | Placar       | Posição      | Placar | Total | Posição          |
| ----------------- | --------------------- | ------------ | ------------ | ------ | ----- | ---------------- |
| Mikhail Nestruyev | Pistola de ar de 10 m | 591          | 1º           | 98.8   | 689.8 | Medalha de prata |

### Tiro com arco
| Atleta                 | Evento               | Classificação | Classificação | Fase de 64                       | Fase de 32                   | Oitavas de final        | Quartas de final       | Semifinais             | Final                  | Final       |
| Atleta                 | Evento               | Escore        | Pos.          | Adversário e resultado           | Adversário e resultado       | Adversário e resultado  | Adversário e resultado | Adversário e resultado | Adversário e resultado | Pos.        |
| ---------------------- | -------------------- | ------------- | ------------- | -------------------------------- | ---------------------------- | ----------------------- | ---------------------- | ---------------------- | ---------------------- | ----------- |
| Balzhinima Tsyrempilov | Individual masculino | 668           | 7º            | GRE Kalogiannidis (58) V 148-133 | SWE Andersson (26) V 162-160 | TPE Chen (10) D 161-169 | Não avançou            | Não avançou            | Não avançou            | Não avançou |